# 尹德勝
尹德勝，SBS，BH，JP（1943年5月22日—），香港工業家，曾任香港中華廠商聯合會會長及東區區議會委任議員。他於1967年投身工商界，1981年至1988年任區議員，兼任廠商會中學校監。暫別政壇後繼續被政府委以多項公職，至2008年出任香港中華廠商聯合會會長。尹德勝於2006年再次活躍於政治舞台，先後任香港選舉委員會委員和青島市政協常務委員。2011年更首次加入政黨，獲葉劉淑儀招攬為新民黨創黨成員。

## 背景

### 家世出身
尹德勝出身自商賈家庭。名為尹兆海的祖父，任職建築工人。父親尹致中是一名精密五金零件生產商，年少時家貧失學。輾轉之下隻身來到山東青島，分別在日資高谷洋行和寺庄洋行當雜役，繼而自立門戶。有感大量洋貨於第一次世界大戰結束後流入青島，日本人奪取青島資源謀利。尹致中於1930年在青島創辦了當年中國第一間造針廠「冀魯製針工廠」，以展現民族精神。1940年代把業務重心聚焦於香港，創立香港唯一一所縫紉製針廠「大中實業」，主力生產工業用針類產品、鈕扣和螺絲。又於1950年代在銅鑼灣怡和街經營京菜館「豪華樓」。
而尹德勝的庶母徐燕華則師承京劇藝術家梅蘭芳，是「梅派」青衣傳人。在家裏同儕當中，尹德勝上有兩名胞兄，下有弟妹各1名。其中曾任東華三院庚戌年（1970年）總理的兄長尹德川，現任聯合國開發計劃署的氫能經濟及循環經濟顧問。尹德勝的侄子，即尹德川的兒子尹青雲，於香港理工大學專業及持續教育學院擔任社會科學、人文及設計學部講師。

### 成長經歷
1943年，尹德勝生於重慶市。至1945年第二次世界大戰完結沒多久，他便跟生母和兄長移居青島生活。尹德勝在3歲那年隨父親赴上海探望庶母，但在留滬暫居期間確診骨癆，最終花了3年時間治療才能離開醫院。後來解放軍在1949年迫近上海，他與庶母聽從父親指示率先乘船落戶香江。另一方面，礙於骨疾尚未痊癒，他被送往銅鑼灣聖保祿醫院留醫1個月。尹德勝到埗香港同期，與家人同住於筲箕灣西大街大中實業廠房毗鄰的尹家大宅。雖然到8歲時仍然未完全康復過來，卻由於尹德勝已屆入學年齡，雙親在他未曾唸過幼稚園的情況下，直接安排他入讀五旬節聖潔會永光學校小一年級。及至1953年轉學至慈幼學校完成小四至小六年級學業，並於1956年畢業。

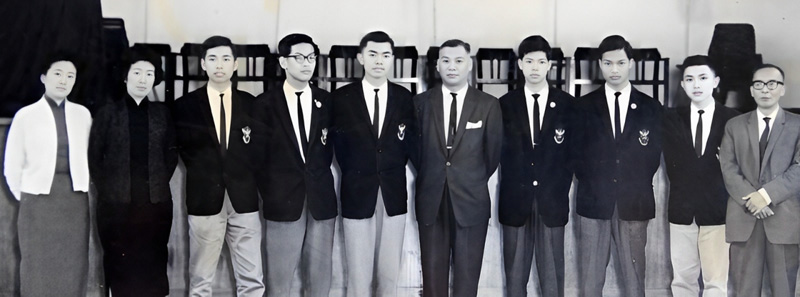
尹德勝（右2）與金文泰中學同學及老師合照，右5為時任校長羅嗣超。照片攝於堅尼地道26號校舍。

尹德勝的求學路途一度受骨癆病患帶來的後遺症影響。事緣1955年就讀小六上學期期間，他於一次校外郊遊途中發生骨折意外，因此留醫瑪麗醫院超過1個月。而骨質易受傷害的隱患此後沒有窒礙他涉足不同的課外活動。尹德勝早於小學時期已是校隊成員。修讀中六（高中三）時除了擔任學生社制組織的秘書幹事，亦時常現身其他課餘活動場合，例如主動參加書法比賽、演講比賽（得到冠軍）、校園運動會1500公尺長跑賽事、話劇演出（得到最佳演員獎）等等，還代表學校參與校際辯論比賽。1962年中六畢業在即，他負責籌辦謝師告別晚會。
學業上，尹德勝自小名列前茅，一直到中學階段都考獲良好成績，在班上名列首五名，尤其以中國語文科的名次較佳。他本來於慈幼英文學校唸書。1959年臨近升讀中四之前，其轉到金文泰中學升學的初中同學告知他有一個空出來的學額可供報讀。尹德勝於是在該名同學的引薦下接觸金文泰中學時任校長羅嗣超，最後獲取錄為中四年級插班生。他讀高中時善用夜間時間進修英語。為了多加練習英語，他更留校寄宿。及後，尹德勝於1962年香港中文中學會考中取得及格成績。面對個人往後的前程走向，他決定與兄長互相照應，一同前往俄亥俄州留學。留學海外的機會起自其兄長當年到美國駐香港及澳門總領事館查詢升學資訊，兄長然後選擇接受館方職員推介，負笈俄亥俄州立大學。因為尹德勝立志從商，他要先了解工業製造流程，以便繼承家業，故此他主修工業生產科學。
留學美國期間，尹德勝曾主動聯絡其他亞洲學生合組乒乓球隊。也曾任校內中國同學會會長，籌備了多個名人演講。至1967年完成俄亥俄州立大學綜合商業與工程學（Integrated Business and Engineering）榮譽理學士學位。然而尹德勝對工商管理的知識基礎不夠深厚，碰巧他在1971年獲美國市場行銷協會發出獎學金，他隨即於1971年至1972年間遠赴紐約州雪城深造市場學證書課程。

### 投身商界
尹致中生前勤於營商，受啟發投身商界的不只其長子尹德川，其次子尹德勝從小都耳濡目染。當尹德勝於1967年從外國歸來未幾，他便出任大中實業營業經理兼執行董事。1972年繼續累積行商經驗，為承接祖輩在商會架構裏頭的角色而加入香港中華廠商聯合會，由此建立了自己跟商會的連繫。其時他又抽空擴大商界人脈網絡，於1976年當選香港青年商會會長。直至1970年代末父親退休，他趁可以把握改革開放進程去發揚家業的機遇，接掌董事總經理一職（行政總裁）。同期開始兼任香港螺絲總匯股份有限公司董事總經理。
在商會以內，尹德勝起初一邊擴充家族生意，一邊處理香港中華廠商聯合會會務。他在1972年至1987年間獲推選為會董。1987年隨著聯合會新設常務董事，他同年開始出任有關崗位至2000年為止。其後於2000年至2008年被推舉任聯合會副會長。因應聯合會會董改選新一個年度的領導層，尹德勝在2007年當選會長，而且於2008至2009年新會期伊始履職。但是按照2005年新訂明的會章規定，當屆會長1年任期結束後不能夠續任。結果尹德勝於2009年轉任名譽會長至今。

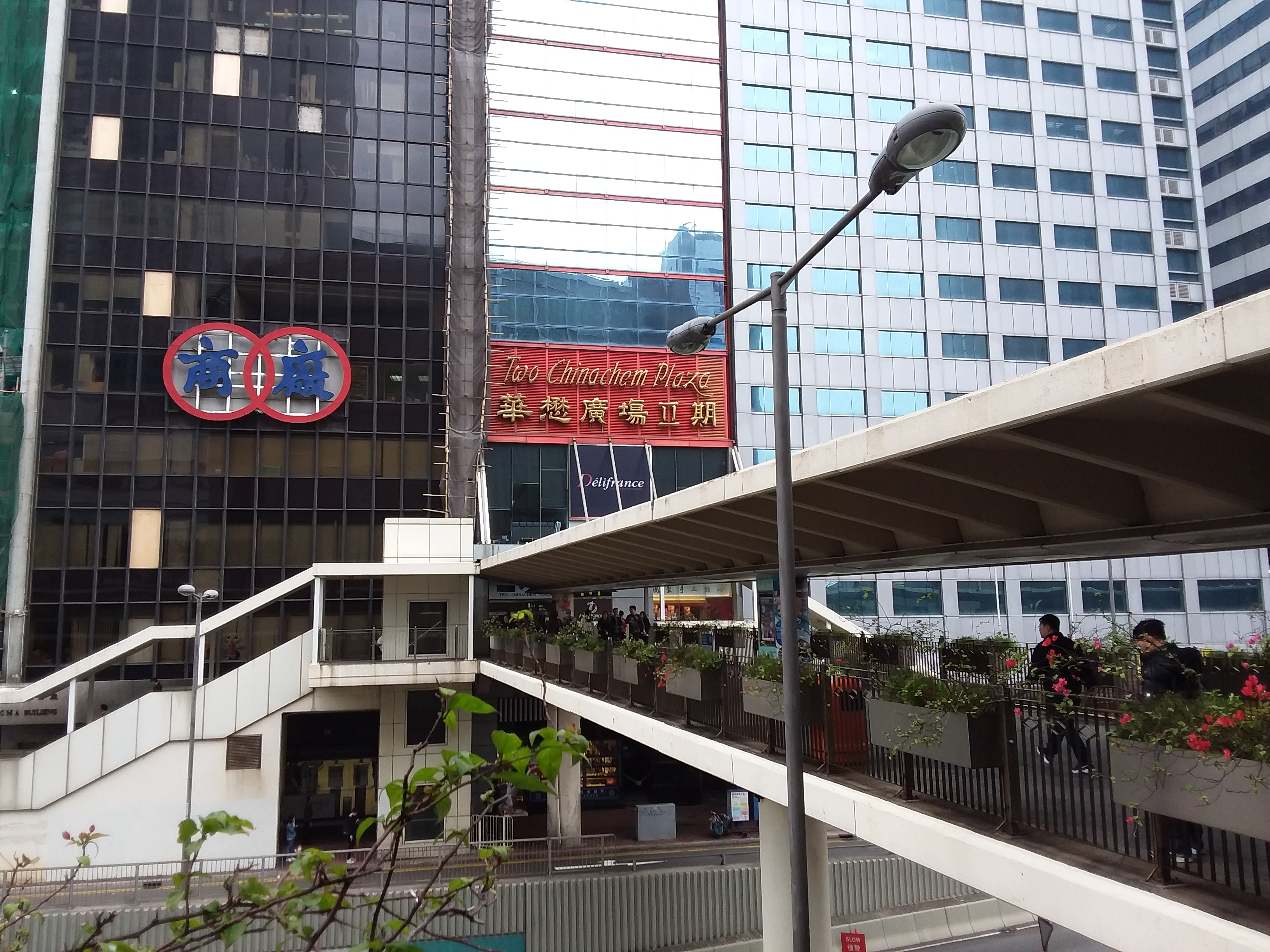
2008年至2009年擔任香港中華廠商聯合會會長期間，尹德勝在位於香港中環干諾道中64-66號的廠商會大廈總辦事處處理會務。

而由副會長到會長，歷時近10載。尹德勝負責主理註冊成立香港品牌發展局的總務，藉此實現政府希望提升香港品牌的想法，推動香港本土品牌發展。另外，本於中環添馬艦新填海用地舉行的工展會要讓路予政府進行添馬艦發展工程。尹德勝與政府代表商討把工展會移至維多利亞公園續辦的細節。儘管他只有1年會長任期，他任內探討過香港中華廠商聯合會籌組政黨的可能性。同時著手加強會方在香港政壇上的影響力，鼓勵會員加入政府諮詢架構、參加議會選舉以及通過新設的「才略工場」政策智囊團向政府表達意見。適逢國務院於2009年發佈《珠江三角洲地區改革發展規劃綱要》，香港中華廠商聯合會先行於2008年分析廠商會會員在珠江三角洲所遭遇的挑戰。尹德勝從中協助他們向中央政府、時任廣東省委書記汪洋及相關的香港政府部門反映經營困難。此外，考慮到香港本地中小型企業的發展方向，他增設以他們為對象的市場推廣與項目策劃服務。2009年回應了從事食品行業的廠商會會員需要，創辦了綜合性展覽會「香港美食嘉年華」。針對香港工業界開拓更多商機方面，他則提倡組建常設性專責組織「產業拓展局」，惟倡議未被政府採立。
尹德勝在任會長的前半階段著力於延續廠商會在政、商兩個層面的出路，至中期構思出「工展芳華薈」來加深大眾對香港自家生產品牌的印象。其實質作用並不限於商業推廣，還兼具廠商會參與公益的意味。「工展芳華薈」的骨幹成員大致上來自工展小姐選舉歷年參選佳麗。到會長任期屆滿前，尹德勝監督出版一本專門研究香港工業的學術文獻《繼往開來 香港廠商75年》。
在香港中華廠商聯合會以外，尹德勝於1980年代經常以另一個法定團體，香港工業總會的理事、總會 H 組主席、總會工業製品設計促進委員會暨香港包裝委員會委員身份（至1989年）提出見解。作為工業界一員，他留意到當時香港僅有的兩個工業邨 ─ 大埔工業邨、元朗工業邨 ─ 發展進度緩慢。提到政府應批准廠家自設標準廠房而不被大廠家壟斷使用廠房用地，與此同時提供優惠條件去吸引中小規模廠家主動申建廠房。要實踐引進高科技產業進駐元朗工業邨的目標，他認為工業署/貿易署的海外辦事處可與香港貿易發展局合作招商引資。從強化香港工業邨競爭力的角度而言，尹德勝覺得政府適宜派遣考察團到海外，學習外國工業園、出口加工區一類設施的優點，以完善香港工業邨的設計。
自從香港工業踏入1970年代迎來蓬勃期，只集中出口產品不足以向外界說明香港製造的商品具有優良品質。所以工業界設立的檢定機構重視產品質素，皆推出檢定服務。身為香港檢定協會（香港測檢認證協會前身）主席的尹德勝，亦有份促成「香港製造」的品質保證。
尹德勝年輕時當過國際青年商會參議員。晚年分別擔任香港螺絲業協會榮譽主席和香港機械金屬業聯合總會名譽會長。他多年來不時與其家鄉保持聯繫：2013年希望促進青島香港兩地的金融、文化與教育交流，如是創立了香港青島總會，並兼任創會會長。現為該會的永遠名譽會長。2014年擔任青島控股的獨立非執行董事。他其餘身兼的角色尚有世界華商組織聯盟主席（2003年至2023年為創會主席團主席，2023年至2024年接替何超瓊任執行主席）、新界總商會榮譽會長、山東省國際商會山東商會顧問以及香港黑龍江經濟合作促進會名譽會長。

### 反饋社會
香港歷史上第一場區議會選舉始於1982年。香港島出現的區議會就由地區管理委員會演變而來。鑑於尹德勝早歲薄有名聲，他於1981年被香港總督委任為東區區議會議員。至1988年離任前，他肩負區議會下設的社區建設委員會和撲滅罪行委員會委員職務。他任內指出廉政公署宜雙管齊下，既要接納市民舉報，又要多運用大眾傳播媒介作公民教育。1984年因著中華人民共和國政府與港英政府發表中英聯合聲明，雙方持續跟進13年過渡期的安排。尹德勝就確保香港經濟能穩定地與中國內地接軌的議題上建言，提議中、英兩國透過成立一個類似顧問團性質的聯合經濟小組，讓香港所面對的經濟矛盾或困難得以順利解決。在工業貿易諮詢委員會委員（1984年至1986年）工作方面，他主張政府推行不干預政策。在自由市場之下加大力度，以資助方式支援小型工廠，使之有條件逐步躍進為大企業。後截至1990年代為止，尹德勝擔當香港對抗貿易保護主義小組委員會及香港商品標準諮詢委員會委員。
順應勞工界於1990年代末醞釀最低工資立法的趨勢，即使商界同意「工資保障運動」避過僱員工資過低的問題，政府還是抵不住公眾壓力。終止運動之餘，也反過來催生《最低工資條例草案》。尹德勝正好於2003年至2009年間出任勞工顧問委員會委員（僱主代表）、實施國際勞工標準委員會委員（2003年至2004年）和勞資關係委員會委員（2003年至2004年），參考社會輿論討論如何有效地建立最低工資機制，從而令勞工工資水平受到基本保障。過程中他明言立法有助基層市民應對通貨膨脹，是商界應該抱持的企業社會責任。
以往，尹德勝鮮有在區議會以外的政治平台論政。不過他於2006年參加過香港選舉委員會界別分組選舉，因無競逐成分而自動當選為工業界（第二）委員。2008年至2010年間擔任政府中央政策組兼職顧問。2011年加入新民黨，2007年至2017年獲邀出任青島市政協常務委員。其餘跟他有關連的服務性 / 公職項目計有香港北區扶輪社社長（1984年至1985年）、度量衡十進制委員會委員、東區青年事務委員會委員、東區文藝協進會副主席、東區學校聯絡委員會顧問、東區工業聯會顧問、審查貪污舉報諮詢委員會委員、香港生產力促進局成員（2002年至2008年）、破產欠薪保障基金委員會委員（2006年至2008年）、僱員補償保險徵款管理局成員（2007年至2010年）、創新科技署創新及科技督導委員會委員（2008年至2010年）、「亮睛工程」慈善基金顧問（2008年起）以及大珠三角商務委員會（現稱香港與內地經貿合作諮詢委員會）委員（2008年至2010年）。
如同廠商會一貫培育新生代的辦學理念，尹德勝過去投入了數十年光蔭於教育範疇上。他在1976年至1981年出任香港中華廠商聯合會職業先修中學創校校董，1981年至2001年兼任該校校監。之後出於傳承考量，他在2002年11月卸任校董一職，以鼓勵廠商會內較年青的一輩會董接棒。雖說尹德勝退任廠商會屬校管理層，可是他依然應邀幫助教育局辦好校政，分任金文泰中學校董（2002年至2008年）及何文田官立中學校董（2008年至2010年）。為使出身自工業院校的學生更容易融入職場，尹德勝於1986年至1990年代任香港城市理工學院就業顧問委員會委員。
2005年至2023年，尹德勝回歸母校俄亥俄州立大學，任 Max M. Fisher College of Business 的校務委員會榮譽委員。

### 社會認同
有鑑政府認同尹德勝於上任區議員時期，在社區服務層面盡職奉公，港英政府於1987年向他授予英女皇榮譽獎章。當尹德勝卸下議會職務之後，他專注在工商界別作出更多貢獻。有見其貢獻之多，加上熱心回饋社會，他於2003年獲香港特別行政區政府頒授銅紫荊星章。到了2007年獲委以太平紳士銜頭。2009年基於服務大眾和社會的表現卓越，且於制訂勞工政策、促進勞資關係以及改善僱員權益三方面建樹頗多，尹德勝獲頒授銀紫荊星章。

### 個人生活
1954年就讀小五那年，尹德勝於聖十字架堂受洗成為天主教徒。他是一名乒乓球好手，曾於2004年在由國際扶輪3450地區主辦的，2003年至2004年度50歲以上組別乒乓球聯賽中獲得冠軍。而喜歡攝影的他，曾經得到國際攝影優異獎。2023年至2024年被選任為沙龍影友協會會長。尹德勝成家立室多年，只有一段婚姻關係。他在1971年與香港大學文學系畢業生霍淑儀結婚。2人婚後育有1子1女。

## 著作/作品集
- 2010年代：攝影集《彩之旅》
- 2014年：《花卉攝影藝術入門》（中國書籍出版社）